# Campoletis conjuncta
Campoletis conjuncta là một loài tò vò trong họ Ichneumonidae.